# ElectroBOOM
Mehdi Sadaghdar ( /ˈmɛdiː_səˈdægˌdɑːr/ MEH dee _ sə DAG dar; en persa: مهدی صدقدار‎, romanizado: Mehdī Ṣadaqdār; 13 de enero de 1977), es un ingeniero eléctrico canadiense-iraní conocido por su canal humorístico educativo de YouTube ElectroBOOM.

## Primeros años
Sadaghdar nació en Irán el 13 de enero de 1977 y reside en Vancouver, Columbia Británica (Canadá). Se le confirió una Licenciatura en Ciencias Aplicadas de la Universidad de Teherán en 1999 y, después de mudarse a Vancouver, una Maestría en Ciencias Aplicadas de la Universidad Simon Fraser en 2006. Se casó con su esposa, Sara Nafisi, el 16 de septiembre de 1999. Tienen una hija juntos, que aparece en algunos de sus vídeos como pianista o asistente, y a la que se refiere como ElectroCUTE.

## Carrera
Los videos de Sadaghdar se centran principalmente en educación y tutoriales de electrónica cómicos. Crea intencionalmente situaciones en las que se produce una descarga eléctrica —o, a veces, un incendio— para lograr un efecto cómico, lo que demuestra los peligros de la electricidad cuando no se maneja adecuadamente. Su vídeo más visto tiene más de 20 millones de visitas, «How NOT to make an electric guitar», que demuestra los peligros de la electricidad.